# Colm Meaney
Colm Meaney (Dublin, 30 mei 1953) is een Ierse acteur.
Hij is naast zijn filmwerk voornamelijk bekend door zijn rol als Miles Edward O'Brien in de sciencefictionserie Star Trek: The Next Generation en Star Trek: Deep Space Nine.
Hij begon met acteren toen hij 14 jaar oud was, en ging na zijn middelbare school naar de Abbey Theatre school of Acting. Hij speelde daarna in het toneelgezelschap van het Ierse Nationale Theater. Daarna verhuisde hij naar Engeland en speelde hij in verschillende gezelschappen. Zijn eerste televisie-optreden was in Z Cars op de BBC in 1978.
Hij heeft ook gastrollen gespeeld in series zoals Remington Steele en Moonlighting voordat hij een filmcarrière begon. Hij kreeg een Golden Globe nominatie voor beste acteur in de film The Snapper.